# 포켓몬 불가사의 던전 파랑 구조대·빨강 구조대
《포켓몬 불가사의 던전》(일본어: ポケモン不思議のダンジョン)은 춘소프트가 개발하고 주식회사 포켓몬이 발매한 닌텐도 게임 시리즈이다. 이 시리즈는 《불가사의 던전》 시리즈를 포켓몬판으로 제작한 게임으로, 본래의 시리즈와 포켓몬에 등장하는 요소의 조화, 스토리의 높은 완성도로 좋은 평가를 받았다.
2005년 11월 17일에 닌텐도 DS판 《포켓몬 불가사의 던전 파랑 구조대》(일본어: ポケモン不思議のダンジョン 青の救助隊)와 게임보이 어드밴스판 《포켓몬 불가사의 던전 빨강 구조대》(일본어: ポケモン不思議のダンジョン 赤の救助隊)가 일본에서 동시 발매되었다. 두 게임 소프트웨어의 구성은 일부를 제외하고 거의 같다. 대한민국에서는 파랑 구조대만 2007년 8월 30일에 발매되었으며, 희망 소비자가격은 33,000원이다. 캥카 창고, 마크탕 훈련소, 켈리몬 상점, 구조 기지, 페르시온 은행, 푸크린 친구 클럽, 꼴깍몬 링크샵 (시간/어둠의 탐험대에서는 에레키블로 바뀜), 패리퍼 연락소가 있다. 2020년 3월에 닌텐도 스위치로 리메이크 《포켓몬 불가사의 던전 구조대 DX》가 출시됐다.

## 개요
어느 날 갑자기 포켓몬이 되어 버린 주인공이 포켓몬들이 사는 세계에서, 친구 포켓몬들과 구조대를 결성하여 포켓몬들의 의뢰를 해결하고, 자신이 포켓몬이 되어버린 이유를 밝혀 가는 이야기다. 다른 포켓몬 시리즈와는 달리 짜임새 있는 스토리 전개와 세계관을 중시한 BGM이 특징이다.
주인공이 되는 포켓몬은 게임을 시작 할 때 질문에 답을 하여 16종류의 포켓몬 한 마리가 선택된다. 동료 포켓몬은 주인공 포켓몬과 동일 타입의 포켓몬을 제외한 종류의 포켓몬 중 플레이어가 선택할 수 있다.

## 기본 시스템
기본적으로 파랑 구조대와 빨강 구조대의 시스템은 동일하나 부분적으로 차이가 있다. 파랑 구조대는 닌텐도 DS의 기능인 터치 스크린이나 통신을 사용할 수 있고, 빨강 구조대는 프로그램 처리 속도의 차이로 약간 느리다는 단점이 있지만 스토리는 파랑 구조대와 동일하다. 출현하는 야생 포켓몬 종류에도 다소 차이가 있으나 최종적으로는 같도록 하는 것이 가능하다. 전체적으로 포켓몬 시리즈 본편이 가지고 있는 각 버전의 차이와는 달리 그 차이점이 미미하다.
과거에 출시된 불가사의 던전 시리즈처럼 모든 행동은 주인공과 다른 캐릭터가 번갈아가며 행동을 하는 턴제를 취하고 있다. 주인공이 행동하지 않는 동안에는 게임이 진행되지 않기 때문에 차분히 고려해보고 행동하는 것도 가능하다. 턴이 경과할 때마다 감소하는 만복도도 이전의 다른 시리즈와 동일하다.

### 동료 시스템
본래의 포켓몬 시리즈에서 몬스터 볼을 이용하는 것과는 달리 일정 조건을 만족하면 쓰러뜨린 포켓몬이 일정 확률로 다시 일어나 동료가 된다.
발매 시점에서 포켓몬 본편에 등장하는 386 종류의 모든 포켓몬을 동료로 만들 수 있다. 하지만, 게임 중에 이벤트를 통해서 한 번만 동료가 되는 경우도 있고, 일반적인 방법으로는 동료가 될 확률이 아주 낮은 포켓몬도 있다.

### 아이템
불가사의 던전 시리즈의 식료와 풀, 두루마리, 팔찌 등의 아이템이 형태를 바꾸어 등장한다. 무기나 방어구와 같은 개념의 장비는 없지만, 대신의 '기술'이라는 요소가 있다. 통화료는 '포켓'이다.

### 기술
포켓몬은 '기술'을 사용할 수 있다. 기본적으로는 포켓몬 본편에 등장하는 것과 같지만 공격 범위나 효과, 사용 횟수 등은 독자적인 변형이 이루어졌다. 또 기술이 아닌 '통상 공격'도 할 수 있는 것과 기술 머신을 통해 기억하는 기술이 본래 기억하던 기술이어도 기억할 수 있다는 것은 포켓몬 시리즈로서는 이색적이다 할 수 있다.
기술은 본래의 불가사의 던전의 무기나 지팡이, 두루마리와 같은 효과를 가지고 있다. 한 번 기억하면 잊게 하지 않는 한 계속 사용할 수 있지만, PP(파워 포인트, 사용 횟수)가 소진되었을 경우 회복 수단이 필요하다.
'포켓몬 광장'에 있는 '꼴깍몬의 링크샵'에서 150 포켓을 지불하거나, 연결 상자를 사용하여 기술의 '연결'하는 것도 가능하다. 기술을 연결하면 한 턴에 연결한 기술들을 연속으로 사용할 수 있다. 강력하지만 만복도가 빨리 감소하는 단점이 있다. 연결과는 관계 없이 기술은 포켓몬 시리즈 본편과 같이 4개만 기억할 수 있기 때문에 결과적으로 기술의 사용 횟수는 줄어들게 된다. 하나라도 다 쓰면 연결이 풀리는 시스템이다.

### 지능과 구미
포켓몬이 구미를 먹으면 행동 패턴에 변화가 일어나거나 능력치의 상승, 만복도, 상태 이상, 함정의 대응력 등 다양한 능력을 기억할 수 있다.
구미는 포켓몬의 타입 수와 같이 17 종류가 있어서, 먹는 포켓몬의 타입에 대응하는 구미를 먹으면 제일 영리해지고, 다른 구미의 경우에는 그 타입과의 상성에 의해서 오르는 양이 달라진다. 타입이 두 종류인 포켓몬은 지능을 올리기 쉽다.
구미는 던전 안이나, 친구 에리어에서 먹이는 두 가지 방법이 있는데, 전자의 경우는 지능이 오르기 쉽고, 후자의 경우는 공격, 방어, 특수공격, 특수방어 등의 능력치 중 하나가 1 오른다.
덧붙여 기억할 수 있는 지능 중 일부 같은 계통을 가지는 지능은 중복 사용이 불가능하고 하나만 사용할 수 있다.

### 던전 탈출 후
임무 완수나 실패 후 던전을 탈출해도 레벨 등은 그대로 이어진다. 엔딩 후에 등장하는 일부 던전에서는 입장할 때 일시적으로 레벨 1이 되고 지능도 리셋되어, 본래의 불가사의 던전과 같은 모험을 즐길 수 있다.

### 친구 구조
던전에서 쓰러졌을 때, 다른 소프트의 플레이 데이터로 그 던전에 잠입하여 상대 플레이어가 쓰러진 지점까지 도달하는 것으로 부활이 가능한 '구조' 시스템이 탑재되어있어서 무선이나 케이블 통신을 하거나, 패스워드를 입력하여 멀리 떨어져 있는 플레이어를 구조할 수 있다. 이를 이용하여 인터넷 게시판을 통한 구조 활동도 많이 행해지고 있다.
던전에서 쓰러지면 도구와 돈을 모두 잃게 되고 던전 시작 지점으로 돌아가게 되지만, 친구 구조 시스템을 이용하면 도구가 사라지지 않고 던전도 계속 진행할 수 있다는 장점이 있다.
또, 파랑 구조대와 빨강 구조대를 동일한 닌텐도 DS에 꽂아서, 한편이 한편의 구조대를 구조하는 것도 가능하다.
구조 완료 후, 자신의 구조대로부터 무선 혹은 케이블 통신, 더블 슬롯으로 파랑 쪽이 구조했을 경우에만, '동료 포켓몬' 멤버를 1명 보낼 수 있다. 물론 자신의 구조대에서 없어지는 것은 아니다.

### 이상한 메일
게임 내에서 등장하는 의뢰는 '이상한 메일'이라고 불린다. 각 메일마다 패스워드가 있어 게임 개시 때 이것을 입력하여 다른 플레이어와 동일한 의뢰를 받는 것이 가능하다.
본작에는 통신 교환이 존재하지 않지만, 이 방법으로 해당 버전에서 출현하지 않는 포켓몬을 구조하여 동료로 삼을 수 있는 기회가 생긴다. 또 4개의 은폐 던전을 출현시키는 패스워드도 존재하여, 닌텐도/포켓몬 공식 사이트/휴대 사이트나 포켓몬 센터 등에서 이벤트로 배포되기도 하였다.

## 등장인물
주인공
포켓몬의 모습이 되어 이상한 세계를 헤매게 되는 인간. 인간일 때의 기억은 이름 밖에 남아 있지 않다. 꼬부기, 고라파덕, 나무지기, 나옹, 리아코, 물짱이, 브케인, 아차모, 알통몬, 에나비, 이브이, 이상해씨, 치코리타, 탕구리, 파이리, 피카츄 중에서 게임 시작 시에 플레이어의 심리 테스트를 통하여 변하게 되는 포켓몬이 결정된다. 포켓몬의 종류에 상관없이 대사는 모두 같다.
파트너
포켓몬이 된 주인공과 제일 처음으로 만나는 포켓몬. 곤란한 포켓몬들을 돕기 위해 주인공을 구조대로 이끈다. 꼬부기, 나무지기, 리아코, 물짱이, 브케인, 아차모, 이상해씨, 치코리타, 파이리, 피카츄 중에서 플레이어가 선택할 수 있다. 종류에 따라서 파트너의 어조가 약간씩 달라지지만, 성격은 거의 같다.
버터플
캐터피의 어머니. 불가사의 던전 '작은 숲'에 떨어져 버린 캐터피의 구출을 주인공과 파트너에게 의뢰한다.
캐터피
버터플의 아들. 주인공이 결성한 구조대에 동경을 품고 있다. 처음에는 겁쟁이 같은 모습을 보이지만, 주인공 일행을 만나는 동안 마음을 강하게 먹는다.
코일들
정식 구조대 활동을 시작한 주인공 일행의 첫 의뢰주. 불가사의 던전인 '전자파 동굴'의 전자파에 의해 2마리로 연결된 채로 떨어지지 않게 된 동료 코일의 구출을 주인공 일행에게 의뢰한다.
닥트리오
디그다의 아버지. 갑자기 땅에서 솟아나 말을 건네는 버릇이 있다.
디그다
닥트리오의 아들. 무장조에 의해 '강철산'으로 납치된다.
단데기
캐터피의 친구.
솜솜코
바탐을 타고 온 세상을 여행하는 포켓몬. 다탱구에게 동료 솜솜코 구조를 의뢰한다.
모다피
포켓몬 광장에서 자주 로토스나 블루들과 잡담을 한다. 현실주의자로, 소문을 별로 믿지 않는다.
로토스
밝은 성격의 분위기 메이커. 소문을 아주 좋아하고 이따금씩 도움이 되는 정보도 말해준다.
블루
수컷이지만 '사랑스러운' 자신의 외모를 무엇보다 자랑한다. 하지만 진화 후에 좌절한다.
캥카
통칭 '캥카 아줌마'. 구조대의 도구를 무상으로 맡아주는 일을 하고 있다.
꼴깍몬
꼴깍몬의 링크샵을 경영하고 있는 소년. 어린 나이에도 불구하고 가게 운영을 문제 없이 해내고 있다. 150 포켓으로 기술의 연결 해주는 것 외에도, '기술 등록'과 '기술 되돌리기'도 가능하다. '타인이 기술을 생각해 내는 순간의 얼굴'을 보는 것을 좋아한다고 말하는 이상한 기호의 소유자.
페르시온
페르시온 은행의 접수원. 구조대의 돈을 보관해 준다. 이자가 생기지는 않는다.
켈리몬
켈리몬 상점 점주 형과 켈리몬 전문점의 점주 남동생 2명이 존재한다. 구조대에게 도움이 되는 도구를 다양하게 판매하고 있다. 또, 던전 진행 중에 그들이 동료로 등장하기도 한다. 고객에게는 붙임성이 좋지만, 도둑을 발견하면 보스를 능가하는 전투 능력으로 물건이 있는 장소를 말하게 한다.
마크탕
구조대 포켓몬들을 돕고자 포켓몬들을 모집하여 마크탕 훈련소를 운영하고 있다.
패리퍼
자신이 가진 큰 부리와 날개를 이용하여 우편 배달을 생업으로 하는 포켓몬으로, 구조대 협회에 없어서는 안될 존재. 구조를 기다리는 일반 시민을 위해서, 그리고 의뢰를 기다리는 구조대를 위해서, 오늘도 계속 포켓몬 세계를 날아다닌다.
메깅
포켓몬 광장의 장로. 이른바 지혜보따리와 같은 존재이다. 하지만 그가 말한 전설에 의해 주인공 일행이 누명을 쓰게 되고, 후에 반성하게 된다.
후딘
골드 랭크의 구조대, 후딘 구조대 (FLB)의 멤버이다. 자신의 지능을 살려 작전을 지시한다. 의뢰를 거절 당하고 있는 솜솜코를 돕는 등 구조대에 걸맞은 성품도 가지고 있어 주위의 평판도 좋은 편이다.
리자몽
FLB의 리더. 호전적인 성격이지만 좋은 면도 있다.
마기라스
FLB의 리더. 팀에서 가장 눈에 띄지 않는다.
다탱구
다탱구 구조대의 리더. 성격이 억척스러워서 보수가 적으면 의뢰를 거절하지만, 본래는 상냥한 성격이다. 솜솜코를 구출하던 중 썬더에게 납치된다.
네이티오
'정령의 언덕'에서 서 있으면서 미래를 예언한다.
팬텀
팬텀 구조대 (악동들)의 멤버. 이기적인 성격으로 주인공 일행을 방해한다. 중요한 비밀을 가지고 있다.
아보
악동들의 리더. 팬텀의 표정의 미묘한 변화를 읽어낼 수 있다.
요가램
악동들의 리더. 팀의 홍일점이다.
가디안
주인공의 꿈 속에서 자주 나타나는 수수께끼의 포켓몬. 이야기에서 중요한 존재 중 하나이다.
나인테일
주인공, 가디안의 수수께끼에 깊이 관련된 포켓몬. 전설에 등장하는 포켓몬이다. 가디안과 같이, 이야기에서 중요한 존재이다.

## 세계관
이 작품의 무대는 포켓몬들만이 사는 세계이다. '포켓몬 광장'이라고 하는 마을을 건설하여 평화롭게 사는 포켓몬, 던전에 잠복하고 있는 야생 포켓몬, 비경에서 숨어 사는 전설의 포켓몬 등 여러 가지 포켓몬이 살고 있다. 본편과의 관련성이 분명하지는 않지만 인간이 만들었다고 생각되는 폐허도 존재하고 있는 것으로 보아, 과거에는 포켓몬과 인간이 공존하고 있었던 시대도 있었던 것 같다. 원래 인간인 주인공은 본래 살던 다른 세계에서 이 세계로 오게 되었다.

## 버그
2005년 11월 25일 《파랑 구조대》에서 《빨강 구조대》 이외의 일부 GBA 카트리지를 닌텐도 DS에 꽂은 채로 실행하면 카트리지의 세이브 데이터가 사라져 버리는 버그가 발견되었는데, 제작사에서는 무기한으로 수정판과의 무상 교환을 실시하였다. 하지만, 교환 시에는 플레이 데이터 유지가 되지 않기 때문에, 처음부터 다시 시작해야 하였다. 현재는 수정판이 출시되고 있다.
처음 몬스터  죽였을 때  100랩으로  올라간다

## TV 애니메이션
《포켓몬 불가사의 던전 출동 포켓몬 구조대 파이팅즈!》는 춘소프트의 불가사의 던전 시리즈가 일본 밖에서는 인지도가 없는 것을 이유로 해외에 불가사의 던전 시리즈에 대해 알리기 위해 제작되었다.
북미에서 《Pokmon Mystery Dungeon》 발매에 앞서 카툰 네트워크를 통해 2006년 9월 8일에 《Pokmon Mystery Dungeon: Team Go-Getters Out Of The Gate!》라는 제목으로 처음 방영되었다. 《파랑 구조대/빨강 구조대》를 배경으로 한 20분 짜리 애니메이션으로 오리지널 스토리를 가지고 있지만 등장하는 캐릭터는 게임과 거의 동일하다. 어느 날, 들어본 적도 없는 이세계로 와서 인간에서 쉐걸(꼬부기)이 된 주인공 소년이 차멜레드(파이리)와 치코리타와 함께 구조대가 되어 모험을 한다는 줄거리이다.
일본에서도 인터넷을 통해 화제가 되어, 북미 방영 이후 일본판이 2007년 3월 23일부터 5월 14일까지 《ポケモン不思議のダンジョン 出動ポケモン救助隊ガンバルズ!》라는 제목으로 Yahoo! JAPAN 키즈 인터넷 사이트를 통해 동영상이 공개되었다.
한국에서는 《파랑 구조대》의 발매를 기해 2007년 9월 21일부터 2007년 10월 22일까지 《포켓몬 불가사의 던전 출동 포켓몬 구조대 파이팅즈!》라는 제목으로 포켓몬 공식 사이트와 포켓몬 던전 Special Players Site를 통해 동영상이 공개되었다.

## 한국판 성우
- 꼬부기 : 유지원
- 파이리, 캥카 아줌마 : 최하나
- 치코리타, 무장조 : 임은정
- 팬텀 : 김관진
- 요가램, 피카츄, 캥카 아기 : 서지연
- 로토스, 켈리몬 형: 박찬희
- 아보, 모다피, 켈리몬 동생 : 윤세웅
- 피츄 : 구민선
- 메깅 : 이윤선
- 블루 : 은미

## 평가
| 평가 |                            |
| --- | -------------------------- |
| 통합 점수 통합사 점수 메타크리틱 62/100 (Blue) 67/100 (Red) 평론 점수 평론사 점수 1UP.com A- EGM 7.2/10 유로게이머 7/10 패미츠 35/40 게임스팟 5.2/10 게임스파이 IGN 6.5/10 닌텐도 파워 80% |                            |
| 통합 점수 |                            |
| 통합사 | 점수                       |
| 메타크리틱 | 62/100 (Blue) 67/100 (Red) |
| 평론 점수 |                            |
| 평론사 | 점수                       |
| 1UP.com | A-                         |
| EGM | 7.2/10                     |
| 유로게이머 | 7/10                       |
| 패미츠 | 35/40                      |
| 게임스팟 | 5.2/10                     |
| 게임스파이 | 4/별                       |
| IGN | 6.5/10                     |
| 닌텐도 파워 | 80%                        |

## 같이 보기
- 포켓몬스터
- 로그라이크